# Portici
Portici és una ciutat i municipi (comune) de la ciutat metropolitana de Nàpols, a la regió de Campània, a Itàlia. Té 51.351 habitants.
És una ciutat industrial i la més densament poblada d'Itàlia. S'ha gairebé aglomerat a Nàpols. Vincenzo Cuomo n'és l'alcalde gairebé sense interrupció des de juny 2004.
El març de 2008, Boeing hi va obrir un centre de recerca de materials avançats en virtut d'un acord amb l'empresa aeroespacial italiana Alenia.

## Història
S'hi han trobat unes restes romanes, però no era pas un lloc important, entre les ciutats d'Herculà i Nàpols. El 1415, la reina Joana II de Nàpols va vendre el llogaret amb unes altres terres a Sergianni Caracciolo, un noble i aventurer napoletà.
L'erupció del Vesuvi del 1631 hi va causar molts estralls.
Al segle xviii Carles III d'Espanya hi va fer construir un palau reial d’esti que ara és la seu de la Facultat agrària de la Universitat de Nàpols. Al segle xix era una  població costanera molt apreciada com a lloc d’estiueig.
El 1839, s'hi va inaugurar la primera línia ferroviària d'Itàlia que connecta la ciutat amb Nàpols.
El 2009, l'alcalde Vincenzo Cuoma va prohibir a les botigues exhibir decoracions nadalenques perquè els botiguers eren objecte d'extorsió per comprar decoracions venudes per la Camorra (màfia).

## Persones notables
- Carles IV d'Espanya (1748–1819), rei d'Espanya
- Wolfgang Amadeus Mozart, que va tocar a la capella reial per a la família Borbó[11]
- nap (1958), actor
- Rossella Erra (1974), personalitat televisiva

## En les arts
- L'execució de l'òpera La muette de Portici (‘la dona muda de Portici') de Daniel Auber (1782-1871) hauria iniciat la revolució belga contra Guillem I dels Països Baixos a l'agost de 1830.[12]
- Marià Fortuny hi pintà les seves darreres —i més creatives— pintures el 1874.[7]
- El compositor neerlandès Eduard de Hartog va escriure una òpera intitulat Portici.[cal citació]